# Kulturhauptstadt Europas
Die Kulturhauptstadt Europas (von 1985 bis 1999 Kulturstadt Europas) ist ein Titel, der jährlich von der Europäischen Union vergeben wird (seit 2004 an mindestens zwei Städte). Die Benennung soll dazu beitragen, den Reichtum, die Vielfalt und die Gemeinsamkeiten des kulturellen Erbes in Europa herauszustellen und ein besseres Verständnis der Bürger Europas füreinander zu ermöglichen.

## Geschichte
Die im Rat der Europäischen Gemeinschaft vereinigten für Kulturfragen zuständigen Minister verabschiedeten auf Vorschlag der damaligen griechischen Kulturministerin Melina Mercouri am 13. Juni 1985 eine Entschließung für die alljährliche Benennung einer „Kulturstadt Europas“. Durch diese Veranstaltung, für die von der Gemeinschaft Fördermittel zur Verfügung gestellt wurden, sollten der europäischen Öffentlichkeit besondere kulturelle Aspekte der Stadt, der Region oder des betreffenden Landes zugänglich gemacht werden.
Durch den Beschluss 1419/1999/EG des Europäischen Parlaments und des Rates vom 25. Mai 1999 wurde eine Gemeinschaftsaktion Kulturhauptstadt Europas eingerichtet und ein Rotationsprinzip festgelegt. Der Beschluss Nr. 445/2014/EU des Europäischen Parlaments und des Rates vom 16. April 2014 knüpft an diesen Beschluss an und führt die Aktion der Europäischen Union für die „Kulturhauptstädte Europas“ für den Zeitraum 2020 bis 2033 unter überarbeiteten Bedingungen fort.
Seit 1985 wird der Titel kontinuierlich jeweils für ein Jahr verliehen. In dem entsprechenden Jahr finden in den „Kulturhauptstädten“ zahlreiche kulturelle Veranstaltungen statt. Die Städte erhoffen sich vom Tragen dieses Titels für ein Jahr eine erhöhte Aufmerksamkeit und zahlreiche Besucher.

## Liste der Europäischen Kulturhauptstädte

Karte der Kulturhauptstädte Europas (Stand 2025)

## Vergabeverfahren
Durch den Beschluss 649/2005/EG haben das Europäische Parlament und der Rat eine Liste mit der Reihenfolge der Mitgliedstaaten festgelegt. Um die bei der EU-Erweiterung 2004 und 2007 hinzugekommenen neuen EU-Mitglieder möglichst schnell in die Aktion einzubinden, wurden seit 2009 jeweils zwei Kulturhauptstädte ernannt, davon eine aus den alten Mitgliedstaaten und eine aus den neuen. Dieses Verfahren galt bis zum Jahr 2019, dem Jahr des Auslaufens der bisherigen Aktion, und für diejenigen Mitgliedstaaten, die bis 2019 berechtigt waren, Städte für den Kulturhauptstadt-Titel vorzuschlagen.
Für die Jahre 2020 bis 2033 gilt hingegen das im Beschluss Nr. 445/2014/EU festgelegte Verfahren, welches sowohl die Auswahlkriterien modifiziert als auch das Vergabeverfahren angepasst und eine neue Liste mit der Reihenfolge der Mitgliedstaaten aufgestellt hat. Nach dieser Liste sind in den Jahren 2024 und 2033 wieder österreichische Städte (gemeinsam mit einer estnischen Stadt) und 2025 eine deutsche Stadt (gemeinsam mit einer slowenischen Stadt) berechtigt, den Titel der Kulturhauptstadt Europas zu tragen.
Mit jeweils sechs Jahren Vorlaufzeit läutet der jeweilige Mitgliedstaat ein nationales Auswahlverfahren ein. Eine unabhängige europäische Expertenjury begutachtet die Bewerbungen im darauffolgenden Jahr in einem Vorauswahlverfahren. Die Jury setzt sich aus zehn internationalen Experten zusammen sowie aus zwei weiteren nationalen Experten, die für das Bewerbungsverfahren im jeweiligen Mitgliedstaat hinzugezogen werden. Die Experten müssen über weitreichende Erfahrungen im Kulturbereich, in der Stadtentwicklung und/oder bei der Durchführung von groß angelegten Kulturveranstaltungen verfügen. Die Jury erstellt aus der Gesamtzahl der Bewerbungen eine Vorauswahlliste. Die in der Auswahlliste genannten Bewerberstädte können ihre Bewerbungen daraufhin anhand der Juryempfehlungen ergänzen und überarbeiten. Nach einer zweiten und abschließenden Auswahlrunde empfiehlt die Jury eine Stadt für die Ernennung zur Kulturhauptstadt. Der jeweilige Mitgliedstaat ernennt daraufhin anhand der Empfehlungen des Auswahlberichts der Jury die Kulturhauptstadt. Die Empfehlungen der Jury sind dabei nicht formal bindend; ihnen wird in der Praxis allerdings bisher ausnahmslos gefolgt.
Im Kontext des EU-Austritts des Vereinigten Königreichs erklärte die EU-Kommission im November 2017, dass Drittstaaten nicht teilnehmen dürfen. Ausnahmen kämen nur für EU-Beitrittskandidaten und Mitglieder der Europäischen Freihandelsassoziation beziehungsweise des Europäischen Wirtschaftsraums infrage.

## Evaluierungskriterien
Im für die Kulturhauptstädte ab dem Jahr 2020 und damit auch für Deutschland im Jahr 2025 geltenden Verfahren wurden sechs Evaluierungskriterien zur Beurteilung der Bewerbungen für künftige Kulturhauptstädte Europas festgelegt. Alle Bewerberstädte zu einer Kulturhauptstadt Europas müssen ihre Bewerbungen an diesen Kriterien ausrichten. Die Kriterien gliedern sich dabei in die Kategorien:
- Langzeitstrategie
- Europäische Dimension
- Kulturelle und künstlerische Inhalte
- Umsetzungsfähigkeit
- Erreichung und Einbindung der Gesellschaft
- Verwaltung